# The Open Door (film 1919)
The Open Door è un film muto del 1919 diretto da Dallas M. Fitzgerald sotto la supervisione di George M. Merrick.

## Trama
Rilasciato dopo quindici anni per buona condotta, Joe Moore lascia il carcere al quale era stato condannato per appropriazione indebita. Moore, in realtà, si era assunto la colpa del reato di cui si erano macchiati i suoi due ex soci, Owens e Horton, in cambio di venticinquemila dollari e della promessa di prendersi cura di sua figlia. Quando Moore ritorna a New York, va a chiedere ai due di mantenere la promessa. Ma Owens, si rifiuta di pagare, mentre Horton, quello che ha allevato da figlia di Moore, promette di dargli il dovuto. Horton, però, viene trovato ucciso e del delitto viene sospettato proprio Moore. Robert Blakemore, il fidanzato della figlia di Moore, scopre copia dell'accordo che era stato siglato anni prima dai tre soci. Il vero colpevole della morte di Horton è Owens che aveva tentato di rubare dalla cassaforte il denaro destinato a Moore. L'assassino viene arrestato, mentre Moore se ne va via lasciando ignara la figlia della sua vera identità.

## Produzione
Il film fu prodotto dalla Weiss Brothers Artclass Pictures. Alcune scene furono girate all'interno del carcere di Sing Sing.

## Distribuzione
Distribuito dalla Robertson-Cole Distributing Corporation e dalla Exhibitors Mutual Distributing Company, il film uscì nelle sale cinematografiche statunitensi il 12 ottobre 1919. Il copyright del film, richiesto dalla Art Class Pictures Corp., fu registrato il 12 novembre 1919 con il numero LU14442.
Non si conoscono copie ancora esistenti della pellicola che viene considerata presumibilmente perduta.